# Etheostoma marmorpinnum
Etheostoma marmorpinnum är en fiskart som beskrevs av Blanton och Jenkins 2008. Etheostoma marmorpinnum ingår i släktet Etheostoma och familjen abborrfiskar. Inga underarter finns listade i Catalogue of Life.